# Tournoi des Six Nations féminin 2015
Cet article traite de l'épreuve féminine. Pour la compétition masculine, voir Tournoi des Six Nations masculin 2015.
Pour un article plus général, voir Tournoi des Six Nations féminin.
Navigation
Tournoi féminin 2014 Tournoi féminin 2016
Le Tournoi des Six Nations féminin 2015, connu aussi comme RBS 6 Nations féminin en raison du sponsor Royal Bank of Scotland, est la treizième édition du Tournoi des Six Nations féminin, une compétition annuelle de rugby à XV disputée par six équipes européennes : Angleterre, pays de Galles, Irlande, France, Écosse et Italie.
Le tournoi se déroule du 6 février au 22 mars 2015 les mêmes semaines que pour le Tournoi masculin et selon un calendrier de cinq journées pendant lesquelles chaque participant affronte tous les autres.

## Calendriers des matches
Les heures sont données dans les fuseaux utilisés par les pays participants : WET (UTC+0) dans les îles Britanniques et CET (UTC+1) en France et en Italie.

### Première journée
| 6 février à 19 h 00 | Stadio Mario Lodigiani, Florence        | Italie         | 5 - 30 | Irlande    |
| 7 février à 14 h 00 | Stade Henri-Desgrange, La Roche-sur-Yon | France         | 42 - 0 | Écosse     |
| 8 février à 14 h 30 | St Helen's, Swansea                     | Pays de Galles | 13 - 0 | Angleterre |

### Deuxième journée
| 13 février à 19 h 30 | Milltown House, Ashbourne      | Irlande    | 5 - 10 | France         |
| 14 février à 17 h 00 | Broadwood Stadium, Cumbernauld | Écosse     | 3 - 39 | Pays de Galles |
| 15 février à 14 h 00 | Twickenham Stoop, Twickenham   | Angleterre | 39 - 7 | Italie         |

### Troisième journée
| 27 février à 19 h 30 | Milltown House, Ashbourne  | Irlande | 11 - 8 | Angleterre     |
| 27 février à 20 h 55 | Stade Sapiac, Montauban    | France  | 28 - 7 | Pays de Galles |
| 1er mars à 13 h 00   | Broadwood Stadium, Glasgow | Écosse  | 8 - 31 | Italie         |

### Quatrième journée
| 13 mars à 19 h 35 | Northern Echo Arena, Darlington | Angleterre     | 42 - 13 | Écosse  |
| 14 mars à 14 h 30 | Nuovi Impianti, Badia Polesine  | Italie         | 17 - 12 | France  |
| 15 mars à 13 h 30 | St Helen's, Swansea             | Pays de Galles | 0 - 20  | Irlande |

### Cinquième journée
| 21 mars à 18 h 30 | Stadio Plebiscito, Padoue      | Italie     | 22 - 5  | Pays de Galles |
| 21 mars à 19 h 20 | Twickenham Stadium, Twickenham | Angleterre | 15 - 21 | France         |
| 22 mars à 13 h 00 | Broadwood Stadium, Cumbernauld | Écosse     | 3 - 73  | Irlande        |

## Classement
| Rang | Nation         | J | V | N | D | Pm  | Pe  | Diff | Pts |
| ---- | -------------- | - | - | - | - | --- | --- | ---- | --- |
| 1    | Irlande        | 5 | 4 | 0 | 1 | 139 | 26  | +113 | 8   |
| 2    | France (T)     | 5 | 4 | 0 | 1 | 113 | 44  | +69  | 8   |
| 3    | Italie         | 5 | 3 | 0 | 2 | 82  | 94  | -12  | 6   |
| 4    | Angleterre     | 5 | 2 | 0 | 3 | 104 | 65  | +39  | 4   |
| 5    | Pays de Galles | 5 | 2 | 0 | 3 | 64  | 73  | -9   | 4   |
| 6    | Écosse         | 5 | 0 | 0 | 5 | 27  | 227 | -200 | 0   |

|  | Vainqueur du tournoi |
|  | T : tenant du titre  |

Attribution des points : deux points sont attribués pour une victoire, un point pour un match nul, aucun point en cas de défaite.
Règles de classement
 : 1. points de classement ; 2. différence de points terrain ; 3. nombre d'essais marqués ; 4. titre partagé

## Statistiques individuelles

### Meilleures marqueuses d'essais
| Rang | Joueuse                | Équipe     | Essais |
| ---- | ---------------------- | ---------- | ------ |
| 1    | Julie Billes           | France     | 6      |
| 2    | Maria Magatti          | Italie     | 5      |
| 3    | Paula Fitzpatrick (en) | Irlande    | 4      |
| 3    | Alison Miller (en)     | Irlande    | 4      |
| 5    | Ruth Laybourn          | Angleterre | 3      |
| 6    | 9 joueuses             |            | 2      |

### Meilleures réalisatrices
| Rang | Joueuse                | Équipe  | Points |
| ---- | ---------------------- | ------- | ------ |
| 1    | Niamh Briggs           | Irlande | 49     |
| 2    | Jessy Trémoulière      | France  | 43     |
| 3    | Julie Billes           | France  | 30     |
| 4    | Maria Magatti          | Italie  | 25     |
| 5    | Paula Fitzpatrick (en) | Irlande | 20     |
| 5    | Alison Miller (en)     | Irlande | 20     |
| 5    | Veronica Schiavon      | Italie  | 20     |